# Бата (компания)
Вижте пояснителната страница за други значения на Бата.
Бата, известна също и като Бата Шу Органайзейшън (на английски: Bata, Bata Shoe Organisation) е семейна, световна компания, производител и разпространител на обувки и модни аксесоари, с централа в Лозана, Швейцария. Компанията има над 5000 магазина в 70 държави. В компанията работят над 30 000 души.